# Zeschdorf
Zeschdorf är en kommun och ort i Landkreis Märkisch-Oderland i förbundslandet Brandenburg i Tyskland.
Kommunen bildades den 31 december 1997 genom en sammanslagning av de tidigare kommunerna Alt Zeschdorf, Döbberin och Petershagen.
Kommunen ingår i kommunalförbundet Amt Lebus.